# فرودگاه بین‌المللی ماریوپل
فرودگاه بین‌المللی ماریوپل (به انگلیسی: Mariupol International Airport) یک فرودگاه همگانی مسافربری با کد یاتا MPW است که یک باند فرود آسفالت دارد و طول باند آن ۲۵۵۰ متر است. این فرودگاه در شهر ماریوپول کشور اوکراین قرار دارد و در ارتفاع ۷۷ متری از سطح دریا واقع شده‌است.